# Hot Nigga
Hot Nigga (reso graficamente Hot N*gga e sostituito dalle radio con Hot Boy o Hot Ni) è il singolo di debutto del rapper statunitense Bobby Shmurda, pubblicato il 25 luglio 2014 come primo estratto dal primo EP Shmurda She Wrote. Il singolo ha raggiunto la posizione numero 6 nella Billboard Hot 100.

## Video musicale
Il video è stato pubblicato il 1º agosto 2014 sul canale YouTube di Bobby Shmurda.

## Tracce
Testi e musiche di Ackquille Pollard e Orlando Tucker.
1. Hot Nigga – 3:18

## Remix
Molti rapper hanno remixato Hot Nigga, tra questi i più importanti sono Juicy J, French Montana, Lil' Kim, Lil Wayne, Gunplay T.I., Jeezy, e Ace Hood.
Tuttavia i remix ufficiali sono solo due. Il 29 agosto 2014 viene pubblicato il primo remix, una versione reggae del brano originale che vede la partecipazione di Junior Reid, Mavado, Pop Caan e Jah X.
Il secondo, pubblicato il 5 settembre 2014, vede la partecipazione di Fabolous, Chris Brown, Jadakiss, Rowdy Rebel, Busta Rhymes e Yo Gotti.